# 皮克山脈
71°45′S 12°6′E / 71.750°S 12.100°E
皮克山脈（德語：Pieckrücken）是南極洲的山脈，位於毛德皇后地的沃爾塔特山脈，屬於彼得曼山脈的一部分，全長25公里，該山脈由德國探險隊發現。